# Lyriden
De Lyriden is de naam van een meteorenzwerm. 
Eens in het jaar vliegt de aarde door deze zwerm heen rond 15 april tot 28 april. Dit veroorzaakt een vallende sterrenregen van meteoren die in onze atmosfeer verbranden. Het radiant van de meteorenregen ligt in het sterrenbeeld Lier. De bron van deze vallende sterren is de komeet C/1861 G1 Thatcher. Deze zwerm wordt op aarde al sinds 2600 jaar geleden waargenomen.